# أنطونيو إدواردز
أنطونيو إدواردز (بالإنجليزية: Antonio Edwards)‏ هو لاعب كرة قدم أمريكية أمريكي، ولد في 10 مارس 1970 في مولتري في الولايات المتحدة.

## وصلات خارجية
- أنطونيو إدواردز على موقع مرجع كرة القدم المحترفة.كوم (الإنجليزية)
- أنطونيو إدواردز على موقع JustSportsStats.com (الإنجليزية)